# 祭紀りゅーじ
祭紀 りゅーじ（さいき りゅーじ、1970年 - ）は日本の小説家・ライトノベル作家。東京都生まれ。

## 経歴・人物
元はゲームディレクターだった。専門学校卒業後、入社したゲーム制作会社で雑用ディレクターを務めたが、2年で退社し、小説の投稿を始めた。第1回電撃小説大賞に投稿した短篇小説「夢色天使」が、受賞作とはならなかったが編集者の目に留まる。1994年発行の『臥竜覚醒 電撃ゲーム小説大賞短編小説傑作選』（電撃文庫）に「夢色天使」が収録されデビューした。
デビュー以後、『電撃hp』や《電撃G'sマガジン》などのメディアワークス（現在のKADOKAWA系列）雑誌などでライター、作家として活動した。

## 作品リスト

### 単行本
- エターナルメロディ（1997年、発行：電撃G's文庫〈メディアワークス〉）
- フォトジェニック 雨上がりの少女たち（1998年、発行：電撃文庫〈アスキー・メディアワークス〉）
- テイルズ オブ デスティニー 天地戦争編（1998年、挿絵：橋本正枝、発行：電撃文庫〈アスキー・メディアワークス〉）
- テイルズ オブ ファンタジア 語られざる歴史（1999年、挿絵：澁澤工房、発行：電撃文庫〈アスキー・メディアワークス〉）
- ダークアイズ 外伝（1999年、挿絵：美鈴秋、発行：電撃文庫〈アスキー・メディアワークス〉）
- テイルズ オブ デスティニー ルーティのルール（1999年、挿絵：橋本正枝、発行：電撃文庫〈アスキー・メディアワークス〉）
- ブラックマトリクス（1999年、挿絵：西村博之、発行：電撃ゲーム文庫〈アスキー・メディアワークス〉）
- テイルズ オブ エターニア 外伝・聖エルモの灯（2001年、挿絵：橋本正枝、発行：電撃文庫〈アスキー・メディアワークス〉）
- 太陽機関士物語 完全版（2001年、挿絵：しろー大野、発行：電撃文庫〈アスキー・メディアワークス〉）
- ジョイン!（2005年、挿絵：尾谷おさむ、発行：電撃文庫〈アスキー・メディアワークス〉）
- 皇帝ペンギンが翔んだ空（2006年、挿絵：Kアニキ、発行：電撃文庫〈アスキー・メディアワークス〉）